# Engin Eroglu

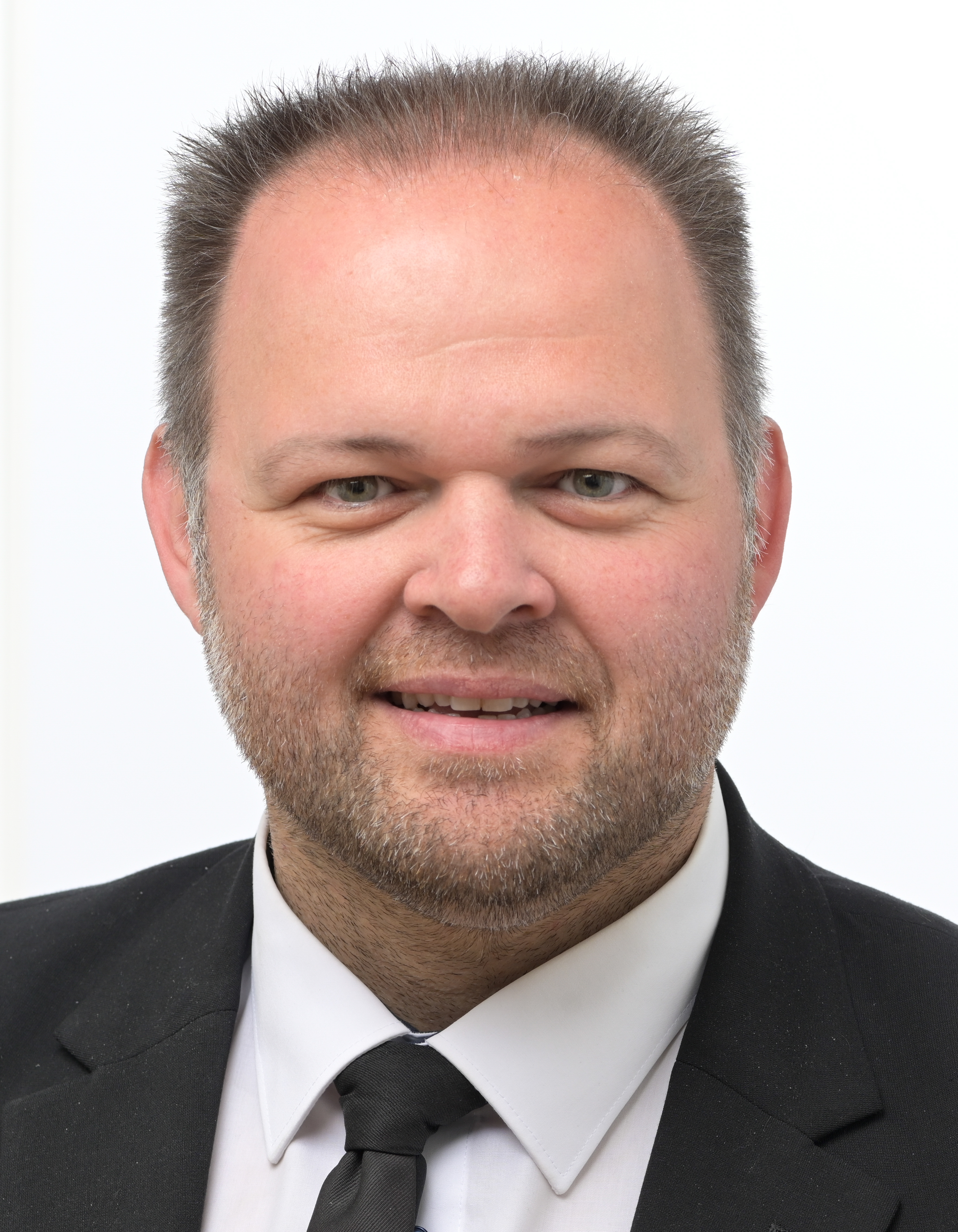
Engin Eroglu (2024)

Engin Eroglu (['ɛŋgiːn eː'ʁoːɡlu], * 12. Februar 1982 in Schwalmstadt-Ziegenhain) ist ein deutscher Politiker (Freie Wähler), Vorsitzender des Landesverbands Freien Wähler Hessen und stellvertretender Bundesvorsitzender seiner Partei. 2019 und 2024 wurde er für seine Partei ins Europaparlament gewählt.

## Berufliche Laufbahn
Von 2002 bis 2005 machte Eroglu eine Ausbildung zum Bank- und Sparkassenkaufmann bei der Kreissparkasse Schwalm-Eder. Im Anschluss seiner Ausbildung war er von 2005 bis 2013 Mitarbeiter der Sparkassen Vertriebs- und Immobilien GmbH. Im Jahr 2008 machte er sich in verschiedenen Wirtschaftsfeldern selbstständig. Von 2013 bis 2019 arbeitete Eroglu als selbstständiger Niederlassungsleiter der Sparkassen-Immobilien-Vermittlungs-GmbH.

## Politische Laufbahn
Im Alter von 15 Jahren trat Eroglu Bündnis 90/Die Grünen bei. Er war Landesvorsitzender der Grünen Jugend Hessen und war zwischen 1998 und 2012 Kreisvorsitzender im Schwalm-Eder-Kreis. Über die Liste der Grünen zog er 2011 in den Kreistag ein und war Stadtrat in Schwalmstadt. 2012 verließ er die Partei.
Seit 2012 ist Eroglu Mitglied der Freien Wähler. Im März 2021 wurde er erneut ins Stadtparlament von Schwalmstadt gewählt.

### Landes- und stellvertretender Bundesvorsitz

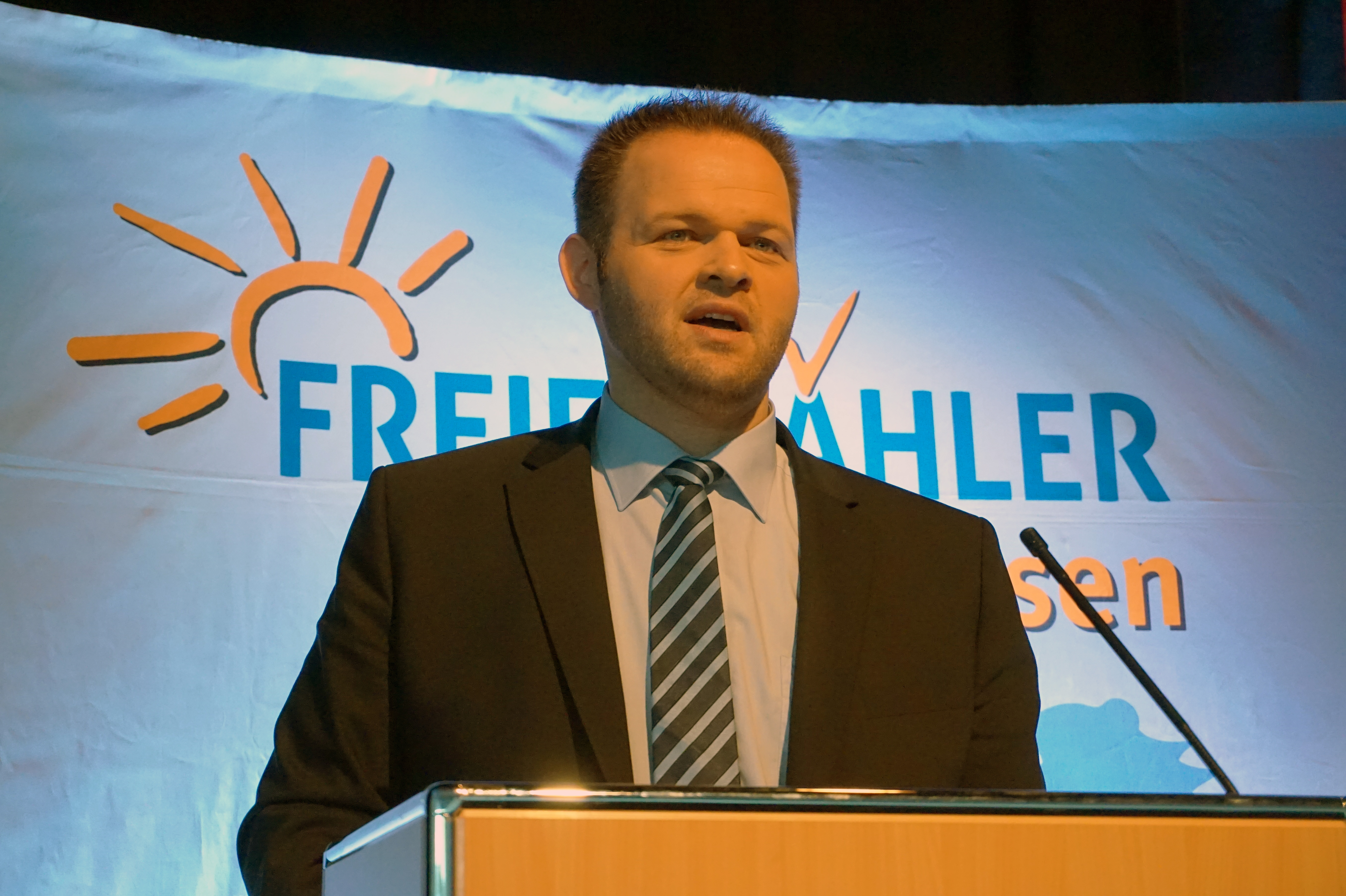
Eroglu bei der Landesmitgliederversammlung 2018

2013 gründete er die Freie-Wähler-Jugend Hessen und war von 2013 bis 2017 deren Landesvorsitzender.
Von 2014 bis 2017 war er stellvertretender Landesvorsitzender, bis er 2017 zum Landesvorsitzenden gewählt wurde. 2021 und 2023 wurde er in diesem Amt bestätigt.
Im Jahr 2019 wurde er stellvertretender Bundesvorsitzender.

### Mandat im Europäischen Parlament
Seit 2019 ist Eroglu Abgeordneter im Europäischen Parlament. Er ist Mitglied im Ausschuss für Wirtschaft und Währung und im Ausschuss für Auswärtige Angelegenheiten. Auch ist er Mitglied in der Delegation für die Beziehungen EU-Türkei und der Delegation in den Parlamentarischen Kooperationsausschüssen EU-Kasachstan, EU-Kirgisistan, EU-Usbekistan und EU-Tadschikistan sowie für die Beziehungen zu Turkmenistan und der Mongolei (DCAS). Er ist stellvertretendes Mitglied des Ausschusses für auswärtige Angelegenheiten und der Delegation für die Beziehungen zu Afghanistan.
Eroglu gehört der Renew-Europe-Fraktion an. Seit 2019 ist er Mitglied bei der Europäischen Demokratischen Partei (EDP) und seit 2020 als Vertreter der nationalen EP-Delegation auch in deren Vorstand vertreten.
Im Bereich Handel und Außenpolitik wurde Engin Eroglu im Influence Index 2021 zu den fünf einflussreichsten Mitgliedern des Europäischen Parlaments gezählt. Es handelt sich um eine datengestützte Rangliste zum Einfluss von Mitgliedern des Europarlaments.
Im Oktober 2022 wurde Eroglu in den Vorstand der Europäischen Bewegung Deutschland gewählt.
Zur Europawahl 2024 kandidierte Eroglu auf Platz 2 der Liste der Freien Wähler und wurde erneut ins Europäische Parlament gewählt. Im Juni 2024 wurde er zum stellvertretenden Vorsitzenden der EDP gewählt.

### Verbindungen zu Politlobbyisten in der Türkei
Im September 2023, kurz vor den Landtagswahlen in Hessen und Bayern, berichtete die Frankfurter Rundschau, Eroglu unterhalte seit mehreren Jahren gute Verbindungen zum türkischen Präsident Recep Tayyip Erdoğan und zur Union Internationaler Demokraten (UID), einer Lobbyorganisation der türkischen Regierungspartei AKP. Die UIP wird vom deutschen Verfassungsschutz beobachtet. Obwohl er laut Frankfurter Rundschau von der Beobachtung durch den Verfassungsschutz wusste, begründete er die Verbindung zur UID in einem Interview damit, mit allen Menschen ins Gespräch kommen zu wollen.
Die im Artikel vorgenommene Bewertung wurde Ende 2023 nach einer Beschwerde von Eroglu vom Deutschen Presserat missbilligt; eine Einordnung der Beziehungen als „gute“ beziehungsweise „beste“ Beziehungen sei nicht hinreichend von den Recherchen gedeckt. Es sei gegen Ziffer II des Pressekodex verstoßen worden, in der die Sorgfaltspflicht festgeschrieben ist.